# Condado de Wagoner
O Condado de Wagoner é um dos 77 condados do estado americano do Oklahoma. A sede do condado é Wagoner, que é também a sua maior cidade.
O condado tem uma área de 1531 km² (dos quais 73 km² estão cobertos por água), uma população de 57 491 habitantes, e uma densidade populacional de 39 hab/km² (segundo o censo nacional de 2000). O condado foi fundado em 1907 e recebeu o seu nome provavelmente a partir da sede de condado, Wagoner, possivelmente a partir de Bailey P. Waggoner, procurador da Missouri Pacific Railway Company, a linha que possibilitou a fundação da localidade.